# Juventus F.C.
Juventus Football Club er en fodboldklub fra Torino i Italien. Klubben har kælenavnene "Den gamle dame" (italiensk: "La Vecchia Signora") og "Bianconeri" ("de hvide-sorte"). Juventus har vundet 36 italienske mesterskaber – flere end nogen anden italiensk klub, hvilket placerer klubben blandt verdens mest hæderkronede fodboldklubber.
Klubbens spillertrøjer er med lodrette sorte og hvide striber. Trøjerne var oprindeligt lyserøde, men da man ville bestille nogle mere moderne rød-hvide dragter fra Nottingham Forest i England, fik man ved en fejllevering sendt de sort-hvide dragter fra den engelske fodboldklub Notts County.
Juventus FC er blandt verdens mest traditionsrige klubber. Klubben blev dannet i 1897 af unge studenter, hvis intention var at oprette en sportsklub med blandt andet fodbold. Fodbold var på det tidspunkt på vej ud i Europa, og det var derfor naturligt at den blomstrende industriby Torino også skulle have en klub. Der var uenighed om navnet, men på grund af stifternes unge alder (de fleste var under 17 år gamle) faldt navnet ikke unaturligt på Sport Club Juventus, som betyder ungdom på latin. De unge var nemlig alle latinstuderende. Efter et par år blev navnet dog ændret til Football Club Juventus, da det efterhånden kun var fodbold der blev dyrket.
Juventus' første mesterskab kom i 1905, og siden har de vundet yderligere 38, hvilket er mere end nogen anden klub i Italien. De to titler fra hhv. 2005 og 2006 er dog på grund af den såkaldte calciopoli-skandale blevet frataget klubben igen, så den officielt "kun" har vundet 37 mesterskaber. Derudover er Juventus med den seneste pokalfinalesejr i 2015 (2-1 over Lazio i finalen) nu også oppe på 10 pokaltitler, hvilket også er rekord i Italien.

## Historie
I 1924 blev Agnelli-famillien involveret i klubben, hvilket den stadig er den dag i dag. Agnellierne er primært kendt for at eje Fiat, men de er også involveret i en del andre virksomheder. Gennem tiderne har flere medlemmer af familien ledet klubben og brugt store summer på at købe spillere.
Juventus har været meget stabilt på toppen af italiensk fodbold og har vundet mesterskaber i samtlige årtier siden 1900, minus 10´erne og 40´erne. Det var dog først i 30´erne, at Juventus for alvor slog igennem som en af Italiens allerstørste klubber, for inden da havde man "kun" to mesterskaber og det var klubber som Pro Vercelli og Genoa der havde domineret i de første par årtier i Italien. Men fra 1931 til 1935 vandt Juventus hele fem mesterskaber i træk, en præstation der siden kun er blevet tangeret to gange, af Torino (i 40´erne) og af Inter for få år siden. Dette Juve-hold går under navnet "La Juve del Quinquennio", altså Juve gennem den femårige periode. Dette hold udgjorde også stammen på det italienske landshold, der i 1934 på hjemmebane for første gang førte VM til støvlelandet.
Efter denne storhedstid i 30´erne oplevede Juve nogle magre år og vandt ikke mesterskabet igen før 1950 og dernæst igen i 1952. Dette Juventus-storhold går i dag blandt mange under betegnelsen "La Juve dei danesi", altså dansker-Juve. Dette skyldes, at Juventus efter Olympiaden i London i 1948 skrev under med flere danske landsholdsspillere i de efterfølgende år, og i starten af 50´erne trak hele fem danske spillere Juves zebrastribede trøje over hovedet. John Angelo Hansen og Carl Aage Præst blev legender i Juventus, men også Karl Aage Hansen spillede en vigtig rolle på Juves storhold i starten af 50´erne. Helge Bronée og Johannes Pløger fik derimod kun begrænset succes, uden dog på nogen måde at falde igennem.
Siden 50´erne har Juventus været stabilt på toppen af italiensk fodbold og har kun oplevet korte nedgangstider. Og kun en enkelt gang i starten af 60´erne har man oplevet at slutte under Top 7. Den dårligste periode oplevede man netop for få år siden, da man både i 2010 og 2011 sluttede på netop en skuffende 7. plads. Det var i den svære overgangsperiode, hvor mange af koryfæerne fra Juves storhold før calciopoli stoppede, og den nye ledelse havde svært ved at finde opskriften på succes. Men med Agnelli-familiens tilbagevenden til præsidentposten i Juventus, kom der igen gang i sagerne. Efter at brødrene Umberto og Gianni Agnelli gik bort for ca. ti år siden, oplevede man et ledelsesmæssigt tomrum. Og dette tomrum betød bl.a. at transferguruen Luciano Moggi fik alt for stor magt, og siden, da Moggi røg i fælden i forbindelse med calciopoli-sagen, røg Juventus naturligvis med i faldet og måtte en tur ned i den næstbedste række. Klubben skilte sig af med den gamle ledelse Moggi, Giraudo og Bettega. Men den nye ledelse viste sig at være ikke alt for kompetent og det betød en række magre år, hvor den eneste succesoplevelser var en rimelig pæn Champions League-kampagne i 2008-2009, hvor man nåede 1/8 finalen efter at have slået Real Madrid to gange.
Efter disse magre år, kom Agnelli-familien igen på banen. Umberto Agnellis søn, Andrea Agnelli, blev udpeget til præsident for Juventus og FIAT´s ejer, John Elkann, postede en masse penge i klubben, så man fik råd til at gøre nogle fornuftige handler. Man hentede den tidligere Sampdoria-direktør Beppe Marotta ind som afløser for Secco, der ikke havde formået at løfte arven efter Moggi. Og man ansatte den tidligere Juventus-anfører fra storhedstiden i 90´erne, Antonio Conte, som ny cheftræner. Conte var et ungt forholdsvist ubeskrevet blad, men havde allerede vist gode evner som træner i mindre klubber som Bari og Siena.
Siden Conte kom til Juventus i sommeren 2011, har Juventus vundet fem italienske mesterskaber i træk samt to italienske Super Cup-trofæer. Og Conte fik i samarbejde med den nye direktør Marotta hentet spillere som Pirlo, Vidal, Pogba, Llorente og Tévez til klubben, Det seneste mesterskab i 2015 blev dog hentet under Massimiliano Allegri, da Conte sagde sit job op før sæsonstarten. Han begrundede det med manglende motivation og energi. I stedet blev Conte landstræner for Italien.

## Calciopoli-skandalen
|  | Denne artikel eller sektion om sport er forældet eller ikke opdateret. Se artiklens diskussionsside eller historik. Skrevet i 2010? Der må være sket noget siden.. |

I 2006 blev Juventus involveret i den store Calciopoli-skandale. Sagen er pt. (oktober 2010) ikke endeligt afsluttet, da den kører i det civile retssystem i Napoli, men de umiddelbare sportslige konsekvenser blev tvangsnedrykning til Serie B og en pointstraf på -9 (som dog blev sat ned i to omgange, først fra -30 og dernæst fra -17). Juventus overvejede at anke dommen til den administrative domstol Tar, men trak sig, da fodboldforbundet Figc truede med at forhøje Juves pointstraf i Serie B, så det ville blive endnu vanskeligere at komme tilbage i Serie A med det samme.
På grund af tvangsnedrykning forlod en række spillere som Fabio Cannavaro, Gianluca Zambrotta, Zlatan Ibrahimovic, Lilian Thuram og Emerson klubben. Derudover valgte træner Fabio Capello at sige sit job op og skifte til Real Madrid. Andre stjerner som Pavel Nedvěd, Alessandro Del Piero , David Trézéguet, Mauro Camoranesi og Gianluigi Buffon valgte dog at blive i klubben.
Juventus formåede dog trods pointstraffen og de mange frafaldne spillere at vinde Serie B så suverænt, at man fra og med sæsonen 2007-2008 igen var at finde i Italiens fornemmeste række. Her blev det i de første tre sæsoner efter oprykningen til henholdsvis en tredje- , en anden- og en syvendeplads inden klubben i 2012 genvandt det italienske mesterskab.
Mesterskaberne 04/05 og 05/06 blev frataget Juventus og henholdsvis annulleret og tildelt Inter. AC Milan, Lazio, Fiorentina og Reggina Calcio var også involveret, og blev straffet med fratagelse af point både i sæsonen 05/06 og 06/07. Blandt Juventus-fans er der fortsat den dag i dag stor vrede over dommene, da man mener at Juventus stort set alene endte med at skulle agere syndebuk for et råddent system.
Der er da siden også kommet belastende materiale frem om andre klubber i Italien. Især Inter, som i første omgang undgik at blive involveret i affæren, er i skrivende stund (efteråret 2010) genstand for yderligere efterforskning i sagen i det, som benævnes "Calciopoli 2". Nye telefonaflytninger er kommet i rettens hænder, og her har det vist sig, at også Inter havde samme type kontakt med dommerpåsætterne, som Juventus havde. Og derfor har Juventus anmodet fodboldforbundet Figc om at fratage Inter den titel, som man fik overdraget i 2006, da Juventus blev tvangsnedrykket og nr. 2 Milan fik en høj pointstraf. En afgørelse i den sag ventes at falde i starten af 2011, men iagttagere forventer, at materialet imod Inter er så belastende, at man ender med at få frataget 2006-titlen. Og yderligere sanktioner overfor Milano-klubben kan heller ikke udelukkes.
Hovedpersonen i Calciopoli 1 var Juventus' nu forhenværende transfermanager Luciano Moggi, der angiveligt skulle have haft indflydelse på dommerne i Serie A og fået dem til at dømme til Juventus' fordel. Skeptikere mener dog at beviserne er for tynde, og at Juventus kun blev dømt på summen af indicier. I skrivende stund kører den civile retssag i Napoli fortsat, og også her ventes der tidligst at falde en dom i 2011. Men allerede i skrivende stund er en del af anklagernes hovedpunkter faldet til jorden. Bl.a. har vidner bekræftet, at der IKKE forekom fusk med dommerlodtrækningen og at Luciano Moggi intet vidste om, hvem som skulle være dommere i Juventus´ kampe før andre vidste det. Ligesom at teorien om, at kun dommere, som dømte til Juventus´ fordel kunne komme frem i systemet, mens dem, som dømte imod Juve, blev afskediget eller sendt ned for at dømme i de lavere rækker, har vist sig ikke at holde vand. Tværtimod er det kommet frem, at de dommere, som mentes at favorisere Juventus, bl.a. De Santis, faktisk blev forhindret i at dømme i flere uger efter åbenlyse fejlkendelser til fordel for Juventus.
Kritikere af calciopoli hævder, at anklagemyndigheden og medierne ensidigt lod Juventus agere syndebuk i sommeren 2006, mens de andre klubber slet ikke blev tilstrækkeligt efterforsket, selvom det siden har vist sig, at de havde ligeså meget kontakt med dommerstanden, som Juventus og Moggi havde. Lederen af undersøgelseskommissionen, som stod for efterforskningen af Calciopoli, politimanden Auricchio, har under ed i retten i Napoli i 2010 erkendt, at man valgte at koncentrere efterforskningen om Juventus og valgte at ignorere belastende materiale om f.eks. Inter. Moggi har hele tiden hævdet, at han godt nok havde mere eller mindre fortrolige samtaler med dommerpåsætterne Pairetto og Bergamo – men at Inter, Milan osv. havde nøjagtigt samme type kontakter. Så ifølge Moggi må alle være enten lige uskyldige eller lige skyldige. Ergo, ifølge Moggi og mange Juventus-fans, hvis Juventus var skyldige, måtte Inter, Milan osv. også være det. Og var Inter uskyldige, ja, så måtte det samme ligeledes gælde for Juventus.
Hvordan sagen falder ud, er i skrivende stund svært at spå om.

## Juventus i Europa
Med sine officielt 37 mesterskaber er Juventus den suverænt mest vindende klub indenfor Italiens grænser. I Europa har man også opnået stor succes, selvom forholdet til den mest prestigefyldte turnering Champions League har været præget af uheld og stolpe-ud. Juventus har tre bemærkelsesværdige rekorder i europæisk fodbold:
- Juventus blev den første klub som vandt samtlige tre europæiske klubturneringer EC for Mesterhold, EC for Pokalvindere og Uefa Cup.

- Juventus har været i hele otte Champions League-finaler (tidligere EC for Mesterhold) og med seks nederlag i de otte finaler har man nu den måske lidt tvivlsomme fornøjelse at være den klub, der har tabt fleste Europa Cup-finaler for Mesterhold. Med to sejre rangerer Juventus på niendepladsen over de klubber, der har vundet turneringen flest gange. Men til gengæld er der kun fire klubber, der har spillet flere finaler end Juves otte. nemlig Real Madrid, Milan, Bayern München og Barcelona.

- Juventus er den eneste klub som har vundet samtlige officielle Uefa-turneringer, hvis også Toto-Cup´en tælles med.

Juventus har i alt deltaget i ikke mindre end 15 europæiske finaler. Hertil kommer to Super Cup-finaler samt tre Intercontinental Cup-finaler (VM for klubhold). I disse 20 internationale finaler er det i alt blevet til 10 sejre samt 10 andenpladser.
Seneste titel er dog helt tilbage fra 1997, hvor man vandt den europæiske Super Cup efter en samlet 9-2 sejr over franske Paris Saint-Germain FC. Året før havde man vundet både Champions League og VM for klubhold. Siden er det blevet til fire finalenederlag i træk i Champions League: i 1997 til Borussia Dortmund (1-3), i 1998 til Real Madrid (0-1), i 2003 til AC Milan (0-0, nederlag på straffe) og endelig sidst i 2015, hvor Juventus overraskende nåede helt frem til finalen mod FC Barcelona, men dog tabte 1-3 i Berlin. Hvilket igen understreger, at Juventus historisk set ofte har været lige ved og næsten men ikke rigtigt haft marginalerne/dygtigheden i de afgørende kampe i den mest prestigefyldte klubturnering.

## Nuværende førsteholdstrup
Opdateret den 5. oktober 2024
| Nr. | Land      | Position | Spiller             |
| --- | --------- | -------- | ------------------- |
|     |           |          |                     |
| 1   | Italien   | MM       | Mattia Perin        |
| 3   | Brasilien | FO       | Gleison Bremer      |
| 4   | Italien   | FO       | Federico Gatti      |
| 5   | Italien   | MI       | Manuel Locatelli    |
| 6   | Brasilien | FO       | Danilo (Anfører)    |
| 7   | Portugal  | AN       | Francisco Conceicão |
| 8   | Holland   | MI       | Teun Koopmeiners    |
| 9   | Serbien   | AN       | Dušan Vlahović      |
| 10  | Tyrkiet   | AN       | Kenan Yildiz        |
| 11  | Argentina | MI       | Nico Gonzalez       |
| 14  | Polen     | AN       | Arkadiusz Milik     |
| 16  | USA       | MI       | Weston McKennie     |

| Nr. | Land       | Position | Spiller             |
| --- | ---------- | -------- | ------------------- |
| 17  | Montenegro | MI       | Vasilije Adzic      |
| 19  | Frankrig   | MI       | Khephren Thuram     |
| 21  | Italien    | MI       | Nicoló Fagioli      |
| 22  | USA        | MI       | Timothy Weah        |
| 23  | Italien    | MM       | Carlo Pinsoglio     |
|     |            |          |                     |
|     |            |          |                     |
| 26  | Brasilien  | MI       | Douglas Luiz        |
| 27  | Italien    | FO       | Andrea Cambiaso     |
| 29  | Italien    | MM       | Michele Di Gregorio |
| 32  | Colombia   | FO       | Juan David Cabal    |
| 37  | Italien    |          | Nicolo Savona       |
| 40  | Sverige    | FO       | Jonas Rouhi         |
| 51  | Belgien    | AN       | Samuel Mbangula     |

## Danske spillere
- Johannes Pløger, 1948-49, 16 kampe, 1 mål
- John Angelo Hansen, 1948-54, 187 kampe, 124 mål
- Carl Aage Præst, 1949-56, 232 kampe, 51 mål
- Karl Aage Hansen, 1950-53, 87 kampe, 37 mål
- Helge Christian Bronée, 1954-55, 29 kampe, 11 mål
- Michael Laudrup, 1985-89, 102 kampe, 16 mål
- Christian Poulsen, 2008-2010, 49 kampe, 1 mål
- Frederik Sørensen, 2010-2011, 17 kampe, 0 mål
- Nicklas Bendtner, 2012-2013, 8 kampe, 0 mål

## Titler
Serie A (35 (37)): 1905, 1926, 1931, 1932, 1933, 1934, 1935, 1950, 1952, 1960, 1961, 1967, 1972, 1973, 1975, 1977, 1978, 1981, 1982, 1984, 1986, 1995, 1997, 1998, 2002, 2003, 2012, 2013, 2014, 2015, 2016, 2017, 2018, 2019, 2020
Serie B (1): 2007
Coppa Italia (13): 1938, 1942, 1959, 1960, 1965, 1979, 1983, 1990, 1995, 2015, 2016, 2017, 2018
Italiensk Super Cup (7): 1995, 1997, 2002, 2003, 2012, 2013, 2015
Uefa Champions League (2): 1985, 1996
Uefa Cup Winner's Cup (1): 1984
Uefa Cup (3): 1977, 1990, 1993
Uefa Super Cup (2): 1984, 1996
Uefa Intertoto Cup (1): 1999
Vindere af Kjeld Rasmussen Cup (1): 2008
Intercontinental / Toyota Cup (2): 1985, 1996
World Championship of Clubs, "Mondialito" (1): 1983 (Mondialito var en uofficiel sommerturnering i Milano i sommeren 1983, som lidt påtaget blev kaldt "Det Lille VM", selvom turneringen kun havde deltagelse af Juventus, Milan, Inter, Penarol og Flamengo....)

## Resultater gennem sæsonerne
| Sæson   | Serie A | Coppa Italia | Champions League | PEC | Europa League | Champions Leaguemodstandere | V  | U  | T  | Mål     | P   |
| ------- | ------- | ------------ | ---------------- | --- | ------------- | --- | -- | -- | -- | ------- | --- |
| 2024-25 |         |              | 1/16             |     | -             | 🇳🇱PSV Eindhoven,🇩🇪RB Leipzig,🇩🇪VfB Stuttgart,🇫🇷Lille,🏴󠁧󠁢󠁥󠁮󠁧󠁿Aston Villa,🏴󠁧󠁢󠁥󠁮󠁧󠁿Manchester City,🇧🇪Club Brugge,🇵🇹FC Benfica,🇳🇱PSV Eindhoven | 4  | 3  | 3  | 10-10   | 15  |
| 2023-24 | 3       | Vinder       | -                | -   | -             | - | -  | -  | -  | -       | -   |
| 2022-23 | 4       | Finale       | Gruppe           | -   | -             | 🇵🇹Benfica, PSG, Maccabi Haifa                                                                                                   | 1  | 0  | 5  | 9-13    | 3   |
| 2014-15 | 1       | Vinder       | Finale           | -   | -             | Atletico Madrid, Olympiacos, Malmö, Dortmund, Monaco, Real Madrid, Barcelona                                                    | 7  | 3  | 3  | 17-10   | 9   |
| 2013-14 | 1       | 1/4          | Gruppe           | -   | 1/2           | FC København, Galatasaray, Real Madrid                                                                                          | 1  | 3  | 2  | 9-9     | 6   |
| 2012-13 | 1       | 1/2          | 1/4              | -   | -             | Chelsea, Shaktar Donetsk, FC Nordsjælland, Celtic, Bayern                                                                       | 5  | 3  | 2  | 17-9    | 18  |
| 2011-12 | 1       | Finale       | -                | -   | -             | - | -  | -  | -  | -       | -   |
| 2010-11 | 7       | 1/8          | -                | -   | Gruppe        | - | -  | -  | -  | -       | -   |
| 2009-10 | 7       | 1/4          | Gruppe           | -   | -             | Bordeaux, Bayern, Haifa | 2  | 2  | 2  | 4-7     | 8   |
| 2008-09 | 2       | 1/2          | 1/8              | -   | -             | Petrzalka, Real Madrid, Zenit, BATE, Chelsea                                                                                    | 4  | 5  | 1  | 14-7    | 17  |
| 2007-08 | 3       | 1/4          | -                | -   | -             | - | -  | -  | -  | -       | -   |
| 2006-07 | Serie B | 1/16         | -                | -   | -             | - | -  | -  | -  | -       | -   |
| 2005-06 | 1       | 1/4          | 1/4              | -   | -             | Bayern, Brügge, Rapid Wien, Bremen, Arsenal                                                                                     | 6  | 1  | 3  | 16-11   | 19  |
| 2004-05 | 1       | 1/8          | 1/4              | -   | -             | Djurgården, Bayern, Ajax, Tel Aviv, Real Madrid, Liverpool                                                                      | 7  | 3  | 2  | 15-7    | 24  |
| 2003-04 | 3       | Finale       | 1/8              | -   | -             | Sociedad, Galatasaray, Olympiakos, La Coruña                                                                                    | 4  | 1  | 3  | 15-8    | 13  |
| 2002-03 | 1       | 1/4          | Finale           | -   | -             | Newcastle, Kiev, Feyenoord, Manchester, Basel, La Coruña, Barcelona, Madrid, Milan                                              | 8  | 4  | 5  | 30-19   | 28  |
| 2001-02 | 1       | Finale       | Gruppe 2         | -   | -             | Porto, Celtic, Rosenborg, Leverkusen, La Coruña, Arsenal                                                                        | 5  | 3  | 4  | 18-16   | 18  |
| 2000-01 | 2       | 1/8          | Gruppe 1         | -   | -             | La Coruña, Panathinaikos, Hamburg                                                                                               | 1  | 3  | 2  | 9-12    | 6   |
| 1999-00 | 2       | 1/4          | -                | -   | 1/8           | - | -  | -  | -  | -       | -   |
| 1998-99 | 6       | 1/4          | 1/2              | -   | -             | Galatasaray, Rosenborg, Bilbao, Olympiakos, Manchester United                                                                   | 2  | 7  | 1  | 13-11   | 13  |
| 1997-98 | 1       | 1/2          | Finale           | -   | -             | Manchester United, Feyenoord, Kosice, Kiev, Monaco, Real Madrid                                                                 | 6  | 1  | 4  | 23-15   | 19  |
| 1996-97 | 1       | 1/4          | Finale           | -   | -             | Manchester United, Fenerbahce, Rapid Wien, Rosenborg, Ajax, Dortmund                                                            | 8  | 2  | 1  | 21-7    | 26  |
| 1995-96 | 2       | 1/8          | Vinder           | -   | -             | Dortmund, Steaua, Real Madrid, Nantes, Ajax                                                                                     | 6  | 2  | 3  | 22-9    | 20  |
| 1994-95 | 1       | Vinder       | -                | -   | Finale        | - | -  | -  | -  | -       | -   |
| 1993-94 | 2       | 1/16         | -                | -   | 1/4           | - | -  | -  | -  | -       | -   |
| 1992-93 | 4       | 1/2          | -                | -   | Vinder        | 3-1 ude og 3-0 hjemme over Borussia Dortmund i finalen.                                                                         | -  | -  | -  | -       | -   |
| 1991-92 | 2       | Finale       | -                | -   | -             | Totaler | 69 | 43 | 38 | 244-164 | 362 |

## Fodnoter
1. ↑  Or Frue in Piemontesisk dialekt.